# Chauzon
Chauzon est une commune française, située dans le département de l'Ardèche en région Auvergne-Rhône-Alpes.

## Géographie

### Situation et description
Commune située dans le bas-Vivarais, Chauzon est comprise dans le canton de Largentière, sur les bords de l'Ardèche. Placé à quatre kilomètres en amont de Ruoms, le village est bâti sur un coteau rocheux de la rive droite de l'Ardèche. Pour y accéder, on emprunte notamment un pont remarquable construit en pierre du pays, d’où on peut admirer une des merveilles naturelles de l'Ardèche : le Cirque de Gens.

### Climat
Pour des articles plus généraux, voir Climat d'Auvergne-Rhône-Alpes et Climat de l'Ardèche.
En 2010, le climat de la commune est de type climat méditerranéen franc, selon une étude du CNRS s'appuyant sur une série de données couvrant la période 1971-2000. En 2020, Météo-France publie une typologie des climats de la France métropolitaine dans laquelle la commune est exposée à un climat de montagne ou de marges de montagne et est dans la région climatique Provence, Languedoc-Roussillon, caractérisée par une pluviométrie faible en été, un très bon ensoleillement (2 600 h/an), un été chaud (21,5 °C), un air très sec en été, sec en toutes saisons, des vents forts (fréquence de 40 à 50 % de vents > 5 m/s) et peu de brouillards.
Pour la période 1971-2000, la température annuelle moyenne est de 13,2 °C, avec une amplitude thermique annuelle de 17,7 °C. Le cumul annuel moyen de précipitations est de 1 035 mm, avec 6,9 jours de précipitations en janvier et 4,1 jours en juillet. Pour la période 1991-2020, la température moyenne annuelle observée sur la station météorologique de Météo-France la plus proche, « Lanas Syn », sur la commune de Lanas à 6 km à vol d'oiseau, est de 13,7 °C et le cumul annuel moyen de précipitations est de 1 066,6 mm,. Pour l'avenir, les paramètres climatiques de la commune estimés pour 2050 selon différents scénarios d'émission de gaz à effet de serre sont consultables sur un site dédié publié par Météo-France en novembre 2022.

### Hydrographie

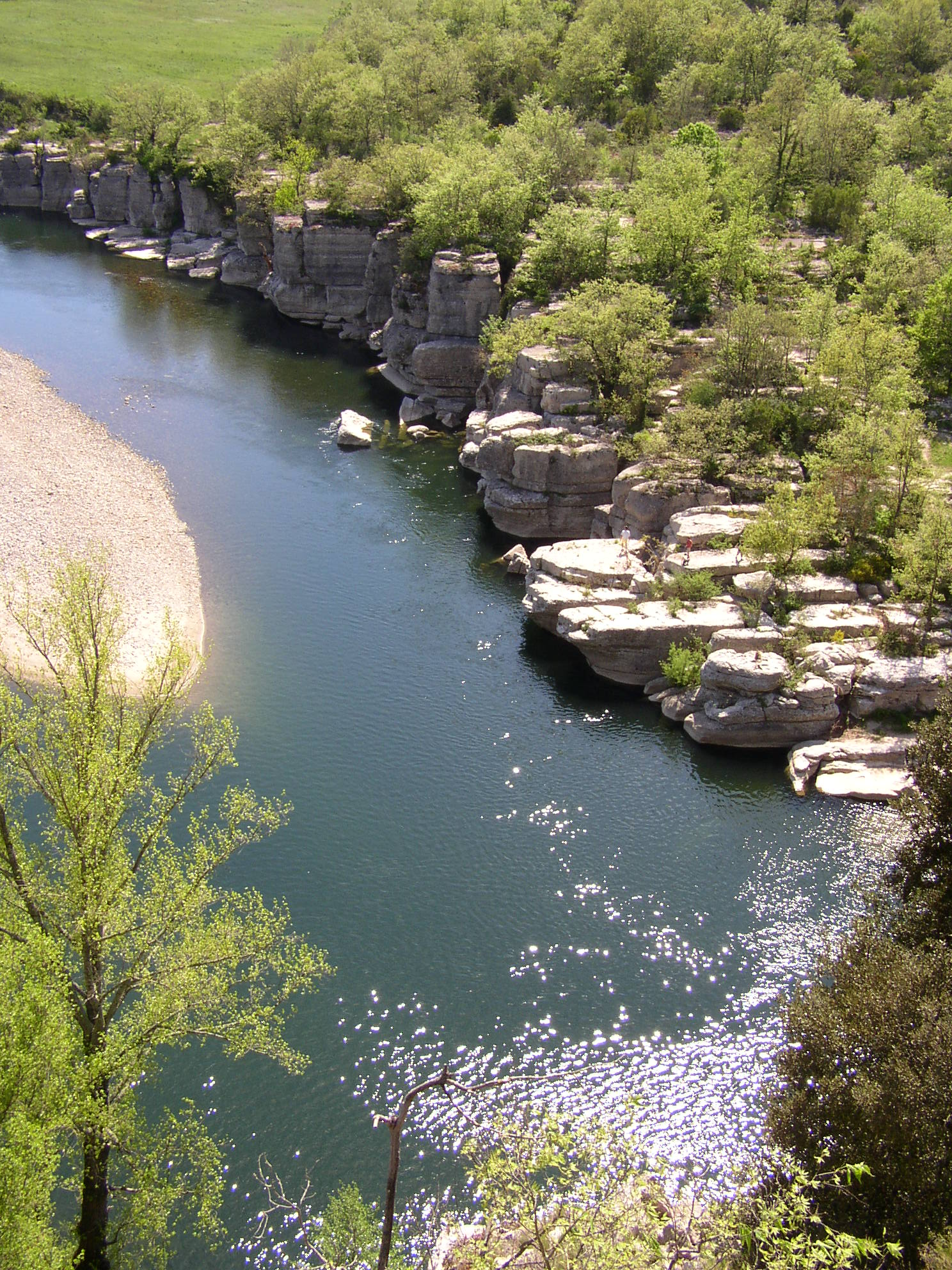
La rivière Ardèche au niveau de Chauzon.

La commune est bordée par la Ligne à l'ouest, et l'Ardèche à l'est. Le point de confluence entre ces deux cours d'eau se situe au sud du territoire communal, en limite avec la commune de Ruoms et Labeaume.

### Voies de communication
La commune est desservie par la route départementale 308 (RD308).

## Urbanisme

### Typologie
Au 1er janvier 2024, Chauzon est catégorisée commune rurale à habitat dispersé, selon la nouvelle grille communale de densité à 7 niveaux définie par l'Insee en 2022.
Elle appartient à l'unité urbaine de Ruoms, une agglomération intra-départementale dont elle est une commune de la banlieue,. La commune est en outre hors attraction des villes,.

### Occupation des sols
L'occupation des sols de la commune, telle qu'elle ressort de la base de données européenne d’occupation biophysique des sols Corine Land Cover (CLC), est marquée par l'importance des forêts et milieux semi-naturels (81,5 % en 2018), en diminution par rapport à 1990 (84,7 %). La répartition détaillée en 2018 est la suivante : 
forêts (48,3 %), milieux à végétation arbustive et/ou herbacée (33,1 %), zones agricoles hétérogènes (7,4 %), zones urbanisées (6,8 %), cultures permanentes (4,3 %).
L'évolution de l’occupation des sols de la commune et de ses infrastructures peut être observée sur les différentes représentations cartographiques du territoire : la carte de Cassini (XVIIIe siècle), la carte d'état-major (1820-1866) et les cartes ou photos aériennes de l'IGN pour la période actuelle (1950 à aujourd'hui).

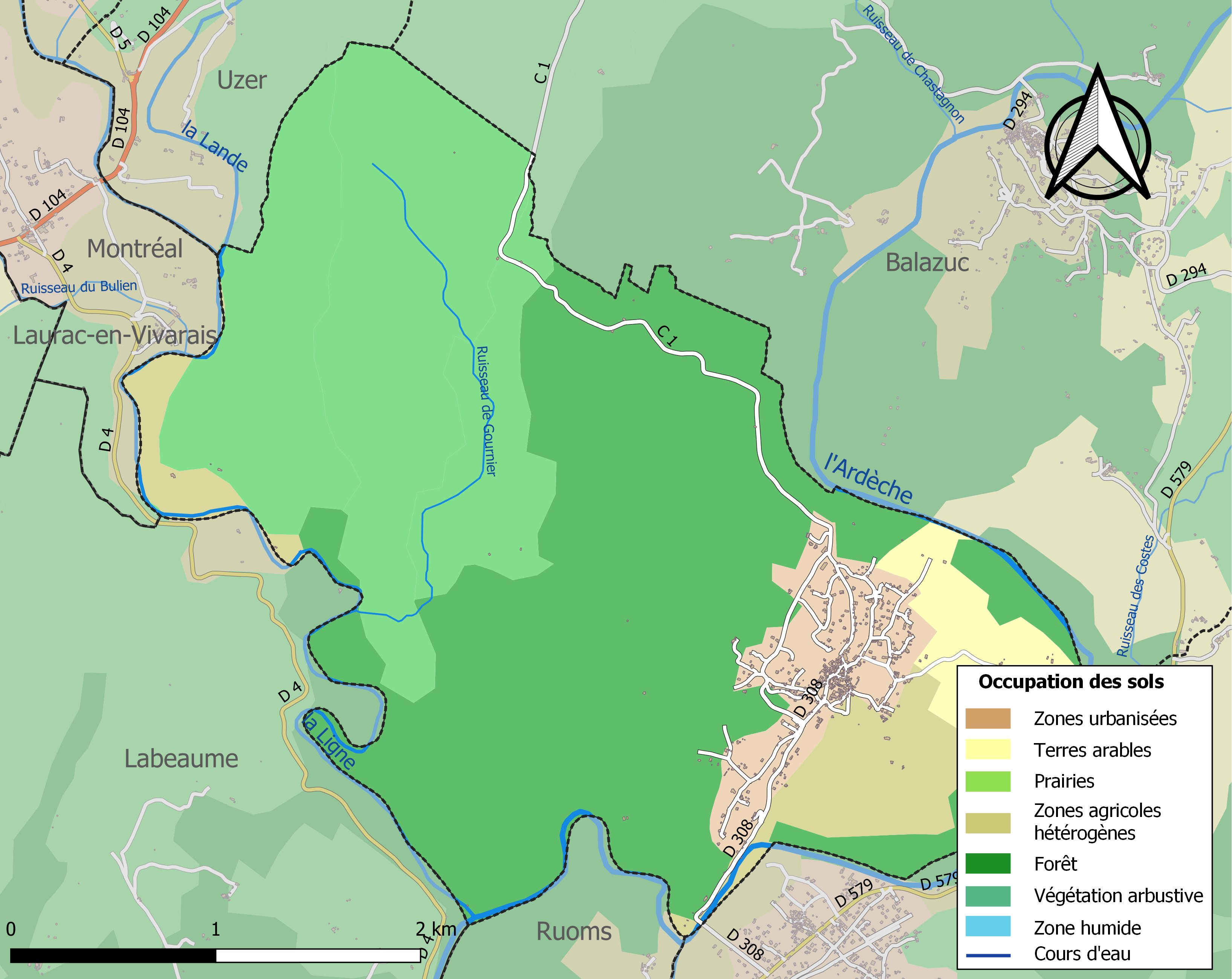
Carte des infrastructures et de l'occupation des sols de la commune en 2018 (CLC).

## Histoire
- Des dolmens témoignent d'un passé préhistorique.
- Une borne romaine témoigne du passage d'une voie romaine.

- François de Charbonnel, seigneur de Chauzon, était un des chefs du parti catholique présents pour signer un traité de paix, le Traité de La Borie (1576). Il fut conclu au château de La Borie situé à Pradons. Il est visible de loin lorsqu’on descend le Chemin des Digues.

### Administration municipale

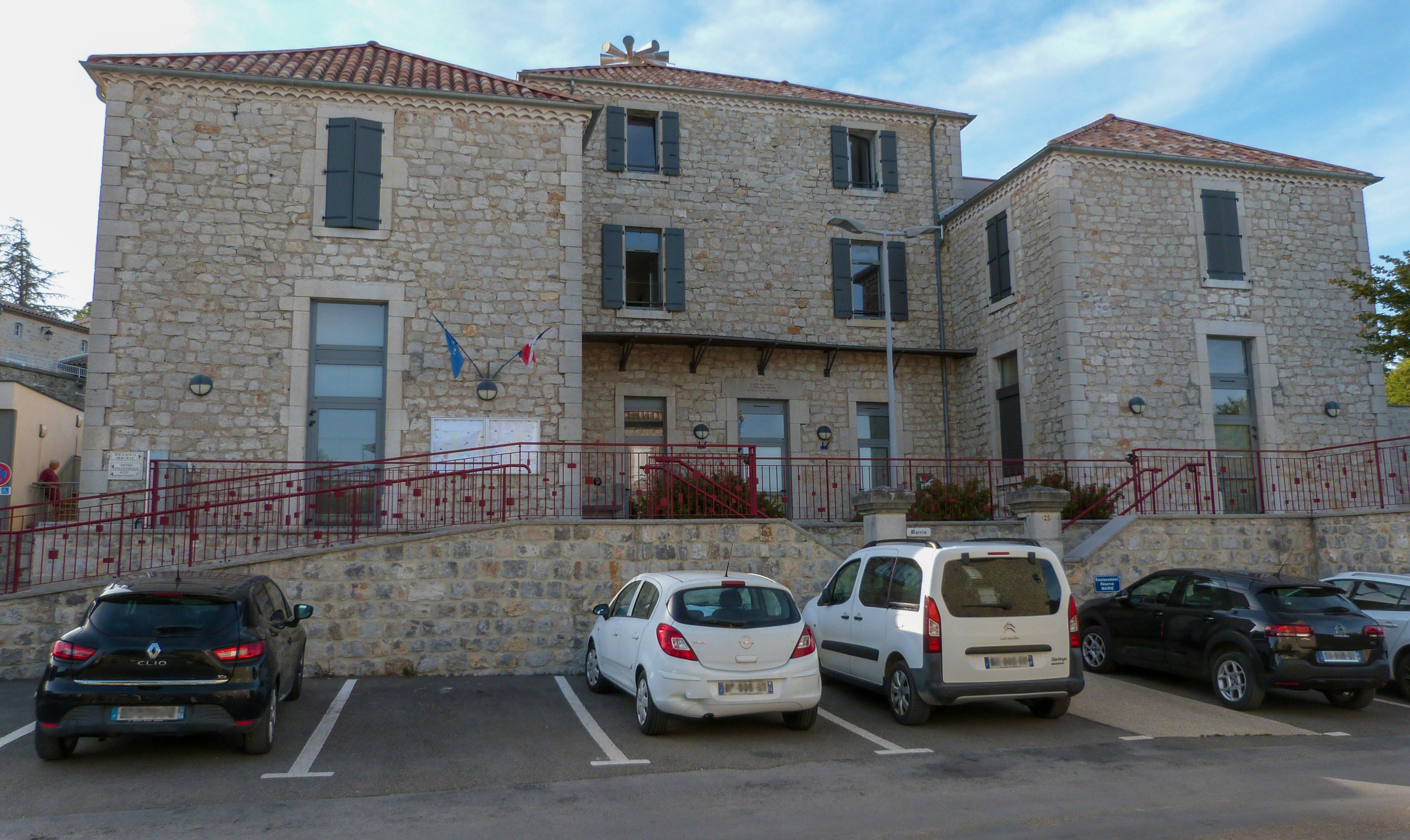
La mairie en septembre 2023.

## Politique et administration

### Liste des maires
| Période                                  | Période                   | Identité           | Étiquette | Qualité                 |
| ---------------------------------------- | ------------------------- | ------------------ | --------- | ----------------------- |
| Les données manquantes sont à compléter. |                           |                    |           |                         |
|                                          | juin 1995                 | Marcel Champetier  | SE        | Agriculteur             |
| juin 1995                                | mars 2008                 | André Chalvet      | SE        |                         |
| mars 2008                                | mars 2014                 | Colette Arnaud     | SE        | Retraitée               |
| mars 2014                                | En cours (au 6 août 2020) | Jean-Claude Delon, | SE        | Retraité de Gendarmerie |

## Population et société

### Démographie
L'évolution du nombre d'habitants est connue à travers les recensements de la population effectués dans la commune depuis 1793. Pour les communes de moins de 10 000 habitants, une enquête de recensement portant sur toute la population est réalisée tous les cinq ans, les populations de référence des années intermédiaires étant quant à elles estimées par interpolation ou extrapolation. Pour la commune, le premier recensement exhaustif entrant dans le cadre du nouveau dispositif a été réalisé en 2004.

En 2022, la commune comptait 429 habitants, en évolution de +16,26 % par rapport à 2016 (Ardèche : +2,48 %, France hors Mayotte : +2,11 %).
| 1793 | 1800 | 1806 | 1821 | 1831 | 1836 | 1841 | 1846 | 1851 |
| ---- | ---- | ---- | ---- | ---- | ---- | ---- | ---- | ---- |
| 397  | 359  | 424  | 441  | 553  | 602  | 604  | 608  | 607  |

| 1856 | 1861 | 1866 | 1872 | 1876 | 1881 | 1886 | 1891 | 1896 |
| ---- | ---- | ---- | ---- | ---- | ---- | ---- | ---- | ---- |
| 594  | 539  | 588  | 539  | 542  | 519  | 528  | 520  | 453  |

| 1901 | 1906 | 1911 | 1921 | 1926 | 1931 | 1936 | 1946 | 1954 |
| ---- | ---- | ---- | ---- | ---- | ---- | ---- | ---- | ---- |
| 459  | 468  | 419  | 360  | 322  | 316  | 278  | 240  | 210  |

| 1962 | 1968 | 1975 | 1982 | 1990 | 1999 | 2004 | 2006 | 2009 |
| ---- | ---- | ---- | ---- | ---- | ---- | ---- | ---- | ---- |
| 171  | 181  | 168  | 210  | 224  | 255  | 302  | 305  | 341  |

| 2014 | 2019 | 2022 | - | - | - | - | - | - |
| ---- | ---- | ---- | - | - | - | - | - | - |
| 369  | 415  | 429  | - | - | - | - | - | - |

### Enseignement
La commune est rattachée à l'académie de Grenoble.

### Médias
La commune est située dans la zone de distribution de deux organes de la presse écrite :
- L'Hebdo de l'Ardèche

Il s'agit d'un journal hebdomadaire français basé à Valence et couvrant l'actualité de tout le département de l'Ardèche.
- Le Dauphiné libéré

Il s'agit d'un journal quotidien de la presse écrite française régionale distribué dans la plupart des départements de l'ancienne région Rhône-Alpes, notamment l'Ardèche. La commune est située dans la zone d'édition d'Aubenas.

### Cultes
L'église de Chauzon (propriété de la commune) et la communauté catholique sont rattachées à la paroisse Saint Martin du Sampzon, elle-même rattachée au diocèse de Viviers.

## Culture et patrimoine

### Lieux et monuments
- Église Saint-Pierre-aux-Liens de Chauzon.
- Des dolmens témoignent d'un passé préhistorique.
- Une borne romaine témoigne de l'époque gallo-romaine.

Chauzon est un petit village bâti en pierre. Ses maisons de pierres calcaires, provenant des carrières locales, sont blotties les unes contre les autres, ne laissant entre elles que de petites ruelles étroites, rendant sa traversée difficile. Les nombreux mûriers sont le vestige d'une sériciculture dont la postérité a permis d'édifier de vastes habitations qui comprenaient une magnanerie  : une pièce réservée au seul élevage des vers à soie. Les traces d'un habitat ancien, dolmens témoignant d’un passé préhistorique, ont été découvertes à Chauzon et dans ses environs.
Le village domine des plaines alluviales plantées de vignes. En aval du village, la rivière a creusé de profonds méandres dans la roche calcaire, dessinant notamment le cirque de Gens, réputé pour ses voies d'escalade. De chaque côté du village, de nombreux sentiers permettent de longer les falaises avec des points de vue sur la vallée de l'Ardèche. En amont, il est possible de rejoindre le hameau coopératif du Le vieil Audon et Balazuc ; en aval les défilés de Ruoms. On peut aussi cheminer à travers la garrigue du plateau des Gras par la sortie nord du village. Par cette route, l'itinéraire mène au belvédère de Beaussement, avec ses falaises surplombant l'Ardèche de près de 200 mètres.

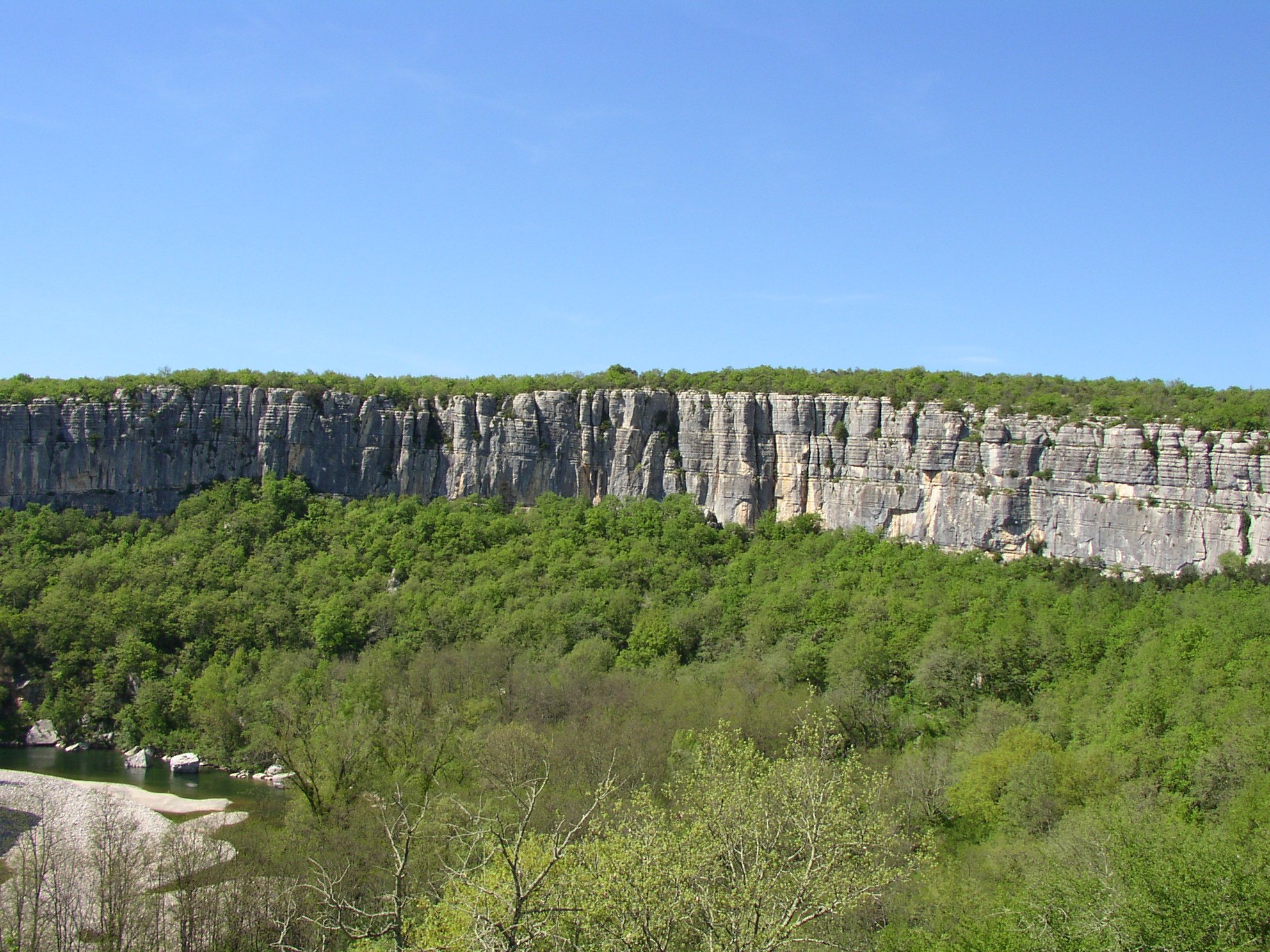
Falaise du cirque de Gens.
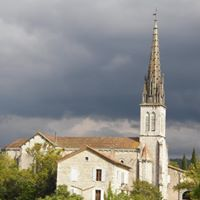
Vue sur l'église.
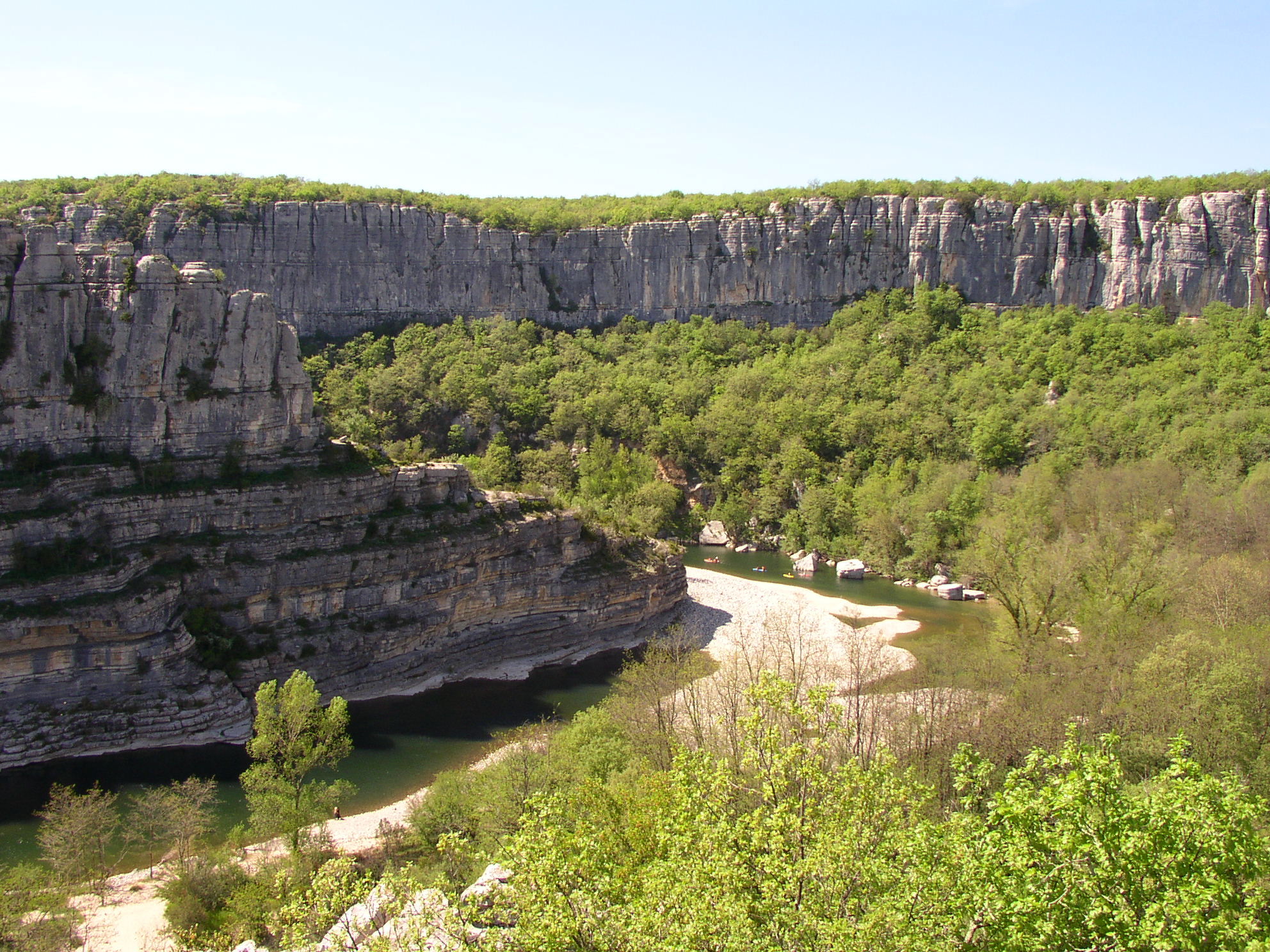
L'Ardèche et cirque de Gens.

### Héraldique
|  | Chauzon possède des armoiries dont l'origine et le blasonnement exact ne sont pas disponibles. |